# Меньшикова, Татьяна Сергеевна
Татьяна Сергеевна Меньшикова (21 марта 1921, Елабуга, Татарская АССР, РСФСР — не ранее 2005) — российский учёный в области разработки ТВЭЛов для реакторов на быстрых нейтронах, дважды лауреат Государственной премии СССР.

## Биография
Родилась 21 марта 1921 года в Елабуге.
Окончила химический факультет МГУ (1945). Некоторое время работала в Гиредмете.
С 1946 г. во ВНИИНМ: младший научный сотрудник, старший научный сотрудник лаборатории № 4 (металловедение плутония), с 1965 г. зам. начальника лаборатории № 33 (разработка ТВЭЛов для реакторов на быстрых нейтронах) и руководитель металловедческой группы, с 1972 по 1990 г. начальник лаборатории № 311 (с той же тематикой работ), с 1990 ведущий научный сотрудник.
Дата смерти не выяснена (не ранее 2005 года).
Семья: муж, двое детей.

## Научные труды
Соавтор монографии:
- Высокотемпературное ядерное топливо / Р. Б. Котельников, С. Н. Башлыков, А. И. Каштанов, Т. С. Меньшикова. М.: Атомиздат, 1978. 432 с.

## Награды и звания
Доктор технических наук.
Дважды лауреат Государственной премии СССР (1974, 1986) — за работы по внедрению в промышленное производство регенерированного урана и участие в налаживании производства твэлов реактора БОР-60.
- Орден «Знак Почёта» (1949).